# Saison 2016 de l'équipe cycliste Wallonie Bruxelles-Group Protect
La saison 2016 de l'équipe cycliste Wallonie Bruxelles-Group Protect est la sixième de cette équipe.

## Préparation de la saison 2016

### Arrivées et départs
| Arrivées            | Équipe 2015                 |
| ------------------- | --------------------------- |
| Florent Delfosse    | Color Code-Aquality Protect |
| Thomas Deruette     | Differdange-Losch           |
| Jimmy Duquennoy     | Color Code-Aquality Protect |
| Olivier Pardini     | Verandas Willems            |
| Baptiste Planckaert | Roubaix Lille Métropole     |

| Départs          | Équipe 2016         |
| ---------------- | ------------------- |
| Maxime Anciaux   | retraite            |
| Antoine Demoitié | Wanty-Groupe Gobert |
| Laurent Évrard   | 3M                  |
| Loïc Pestiaux    | retraite            |
| Thomas Wertz     | retraite            |

### Objectifs
L'équipe espère faire une bonne saison et ainsi doubler son budget pour devenir une équipe continentale professionnelle en 2017.

## Coureurs et encadrement technique

### Effectif

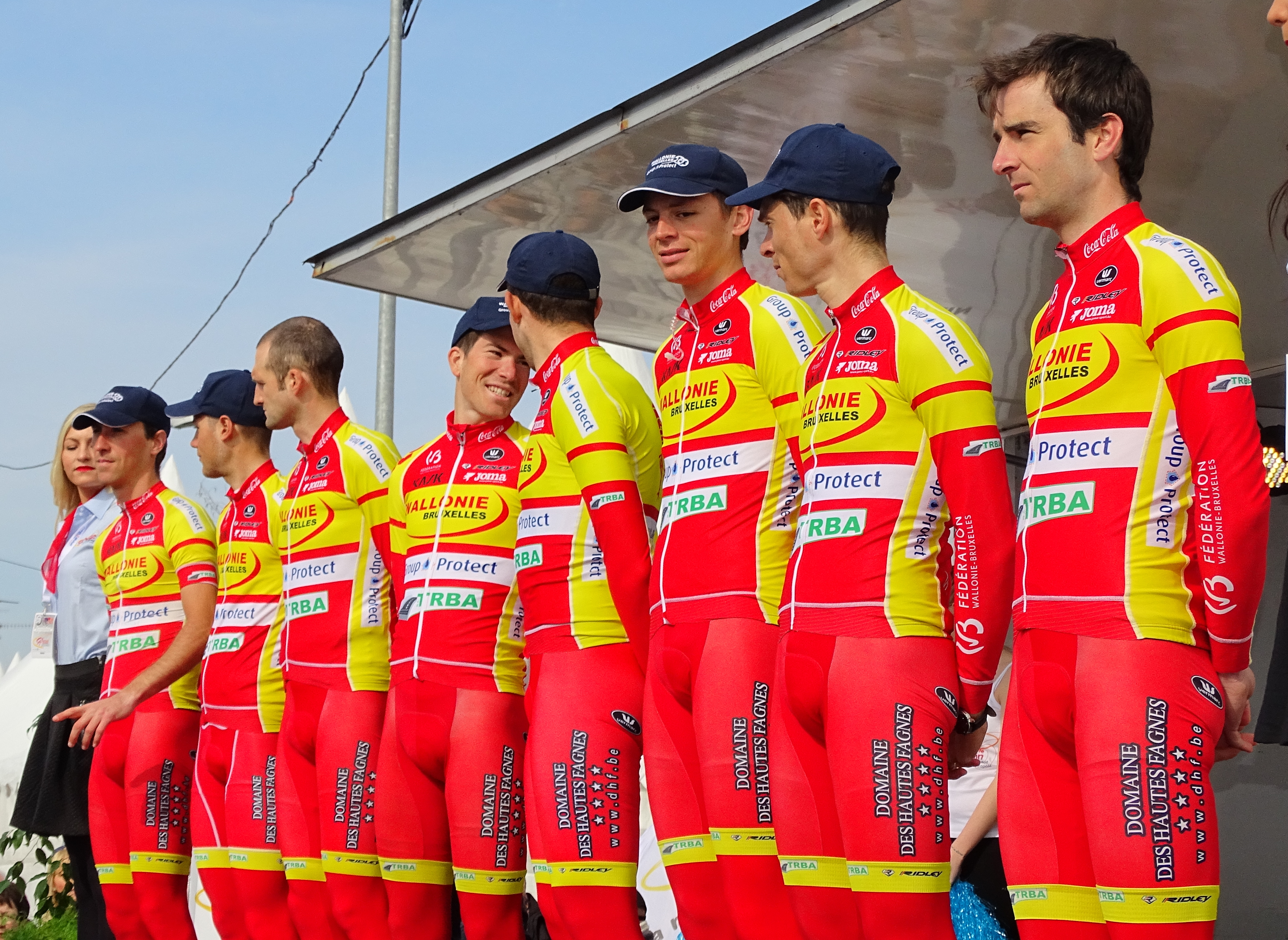
Grégory Habeaux, ?, Sébastien Delfosse, Julien Stassen, ?, Olivier Chevalier, ? et Baptiste Planckaert lors du Grand Prix de Denain.

| Cycliste            | Date de naissance | Nationalité | Équipe 2015                 |  |
| ------------------- | ----------------- | ----------- | --------------------------- |  |
| Olivier Chevalier   | 27 février 1990   | Belgique    | Wallonie-Bruxelles          |  |
| Ludwig De Winter    | 31 décembre 1992  | Belgique    | Wallonie-Bruxelles          |  |
| Florent Delfosse    | 28 août 1993      | Belgique    | Color Code-Aquality Protect |  |
| Sébastien Delfosse  | 29 novembre 1982  | Belgique    | Wallonie-Bruxelles          |  |
| Tom Dernies         | 22 novembre 1990  | Belgique    | Wallonie-Bruxelles          |  |
| Thomas Deruette     | 6 juillet 1995    | Belgique    | Differdange-Losch           |  |
| Jonathan Dufrasne   | 2 août 1987       | Belgique    | Wallonie-Bruxelles          |  |
| Jimmy Duquennoy     | 9 juin 1995       | Belgique    | Color Code-Aquality Protect |  |
| Grégory Habeaux     | 20 octobre 1982   | Belgique    | Wallonie-Bruxelles          |  |
| Kevyn Ista          | 22 novembre 1984  | Belgique    | Wallonie-Bruxelles          |  |
| Olivier Pardini     | 30 juillet 1985   | Belgique    | Verandas Willems            |  |
| Baptiste Planckaert | 28 septembre 1988 | Belgique    | Roubaix Lille Métropole     |  |
| Gaëtan Pons         | 1er janvier 1992  | Belgique    | Wallonie-Bruxelles          |  |
| Julien Stassen      | 20 octobre 1988   | Belgique    | Wallonie-Bruxelles          |  |
| Antoine Warnier     | 24 juin 1993      | Belgique    | Wallonie-Bruxelles          |  |
| Thomas Wertz        | 6 novembre 1992   | Belgique    | Wallonie-Bruxelles          |  |

Portraits
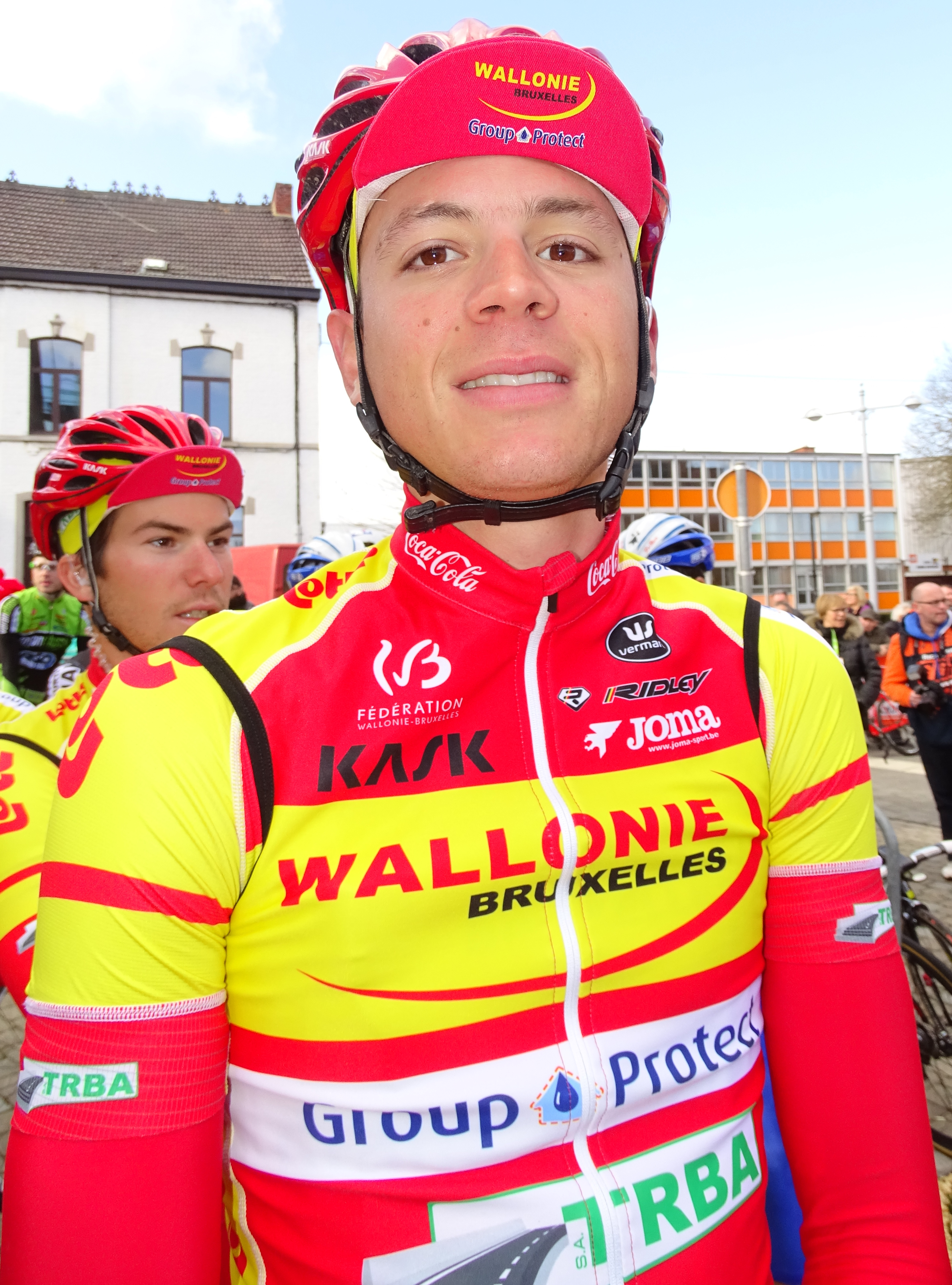
Olivier Chevalier.
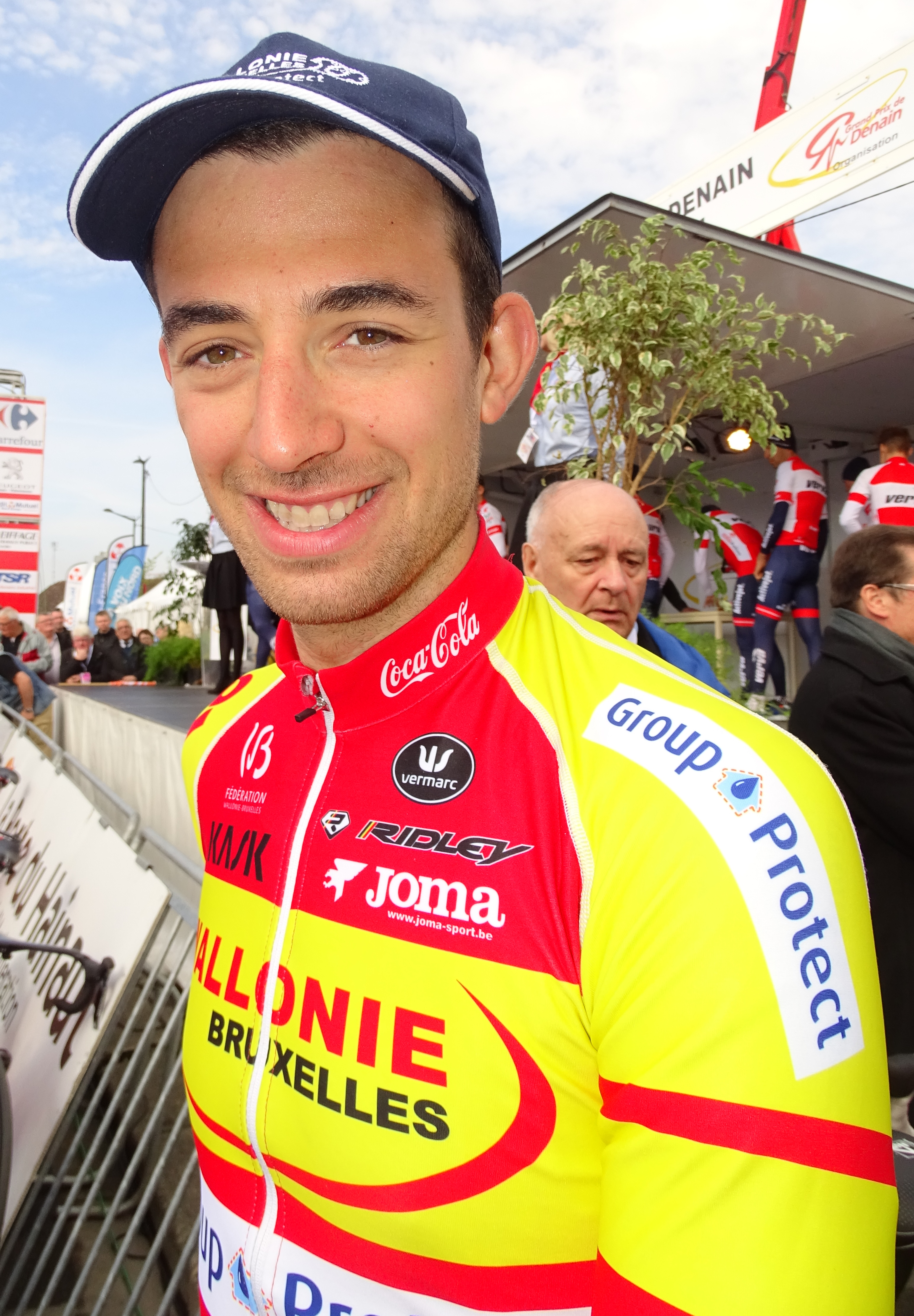
Ludwig De Winter.
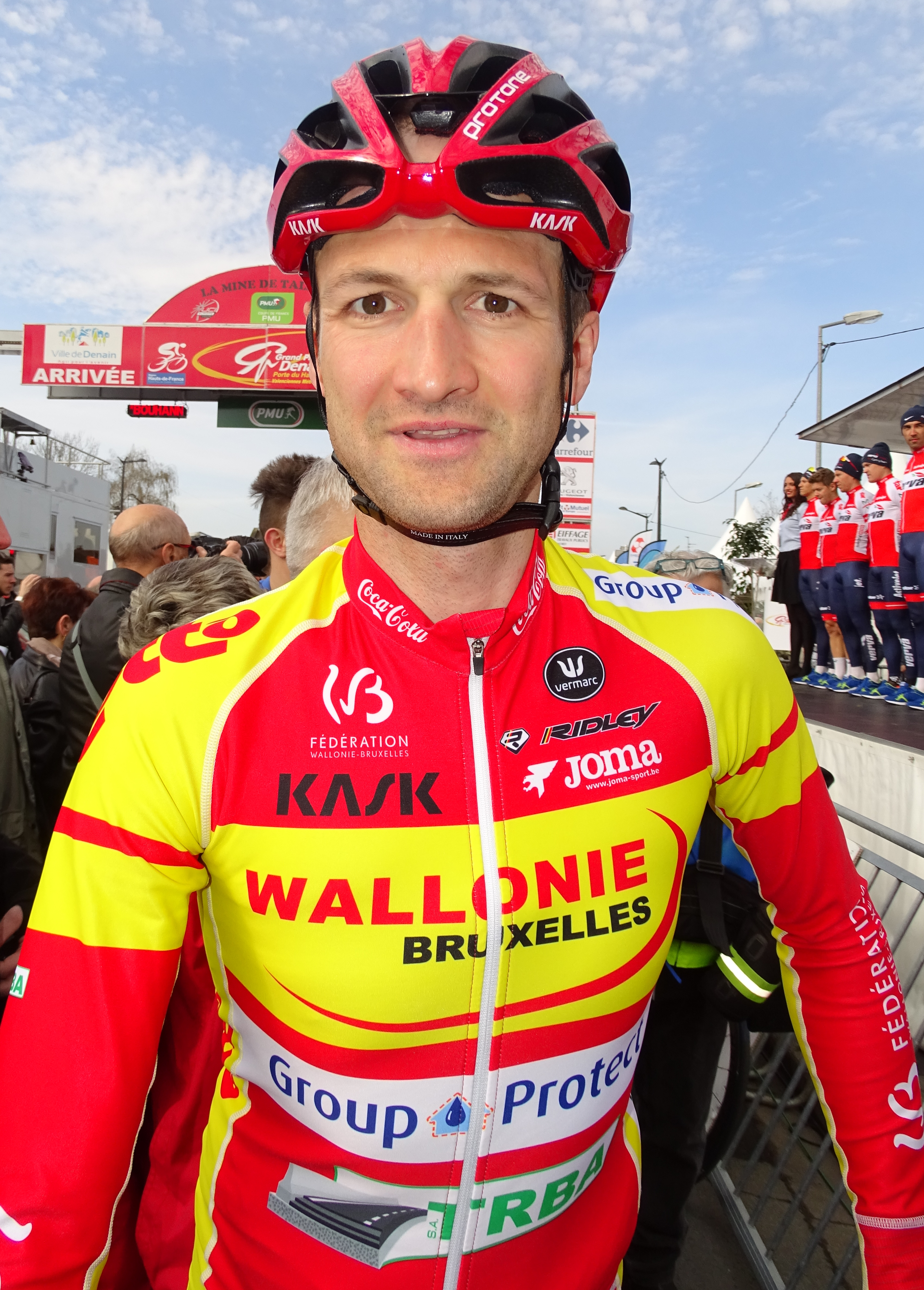
Sébastien Delfosse.
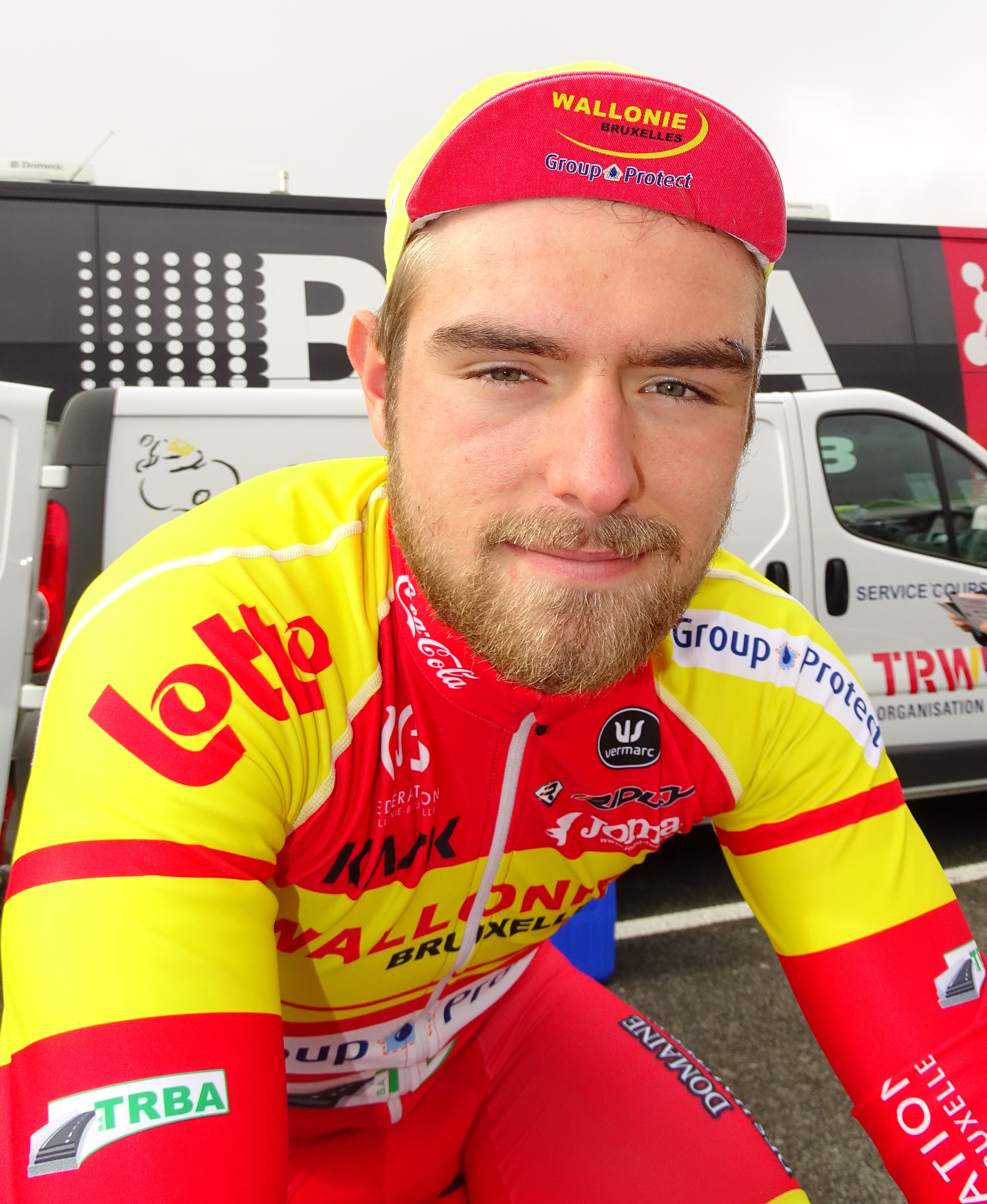
Jimmy Duquennoy.
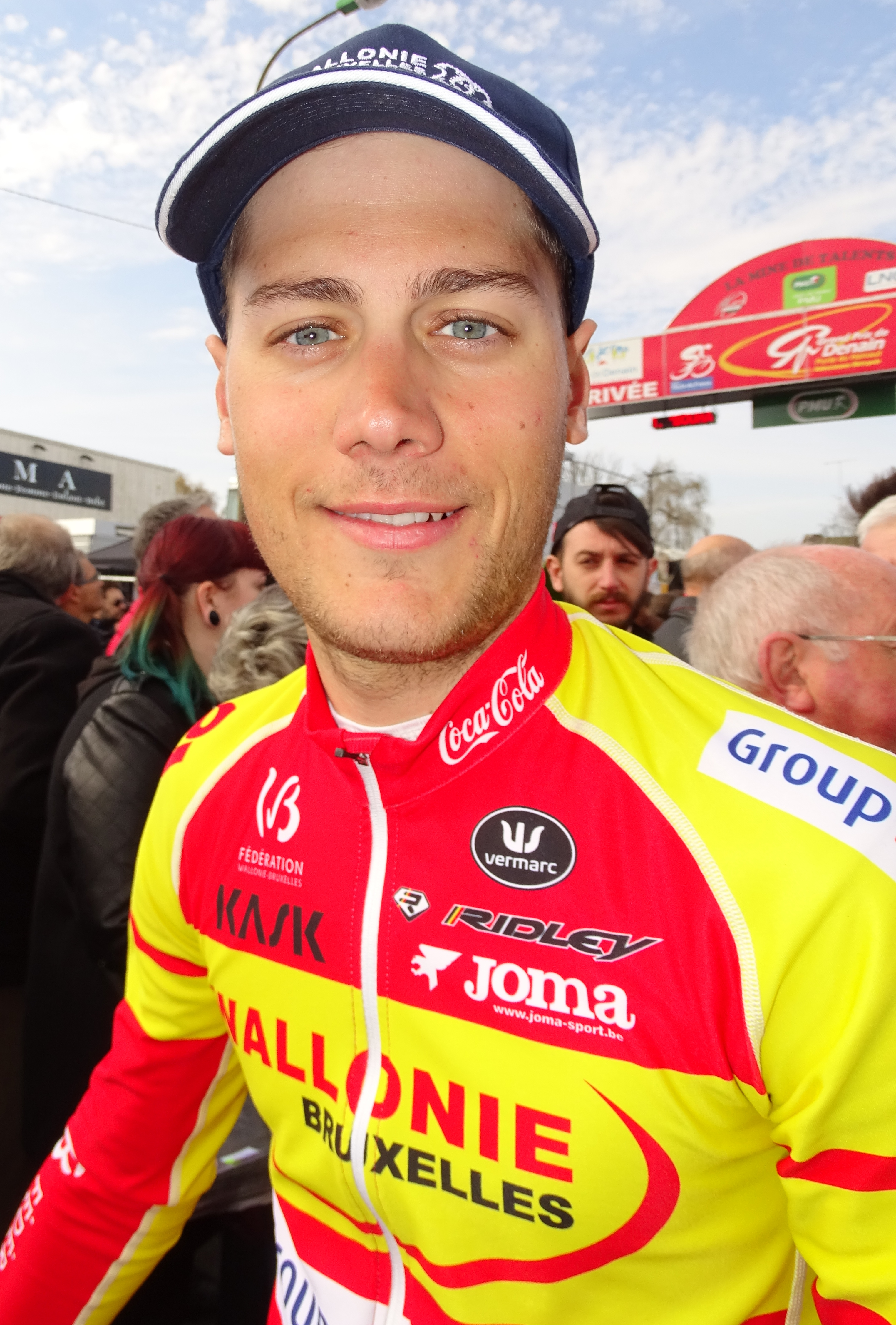
Tom Dernies.
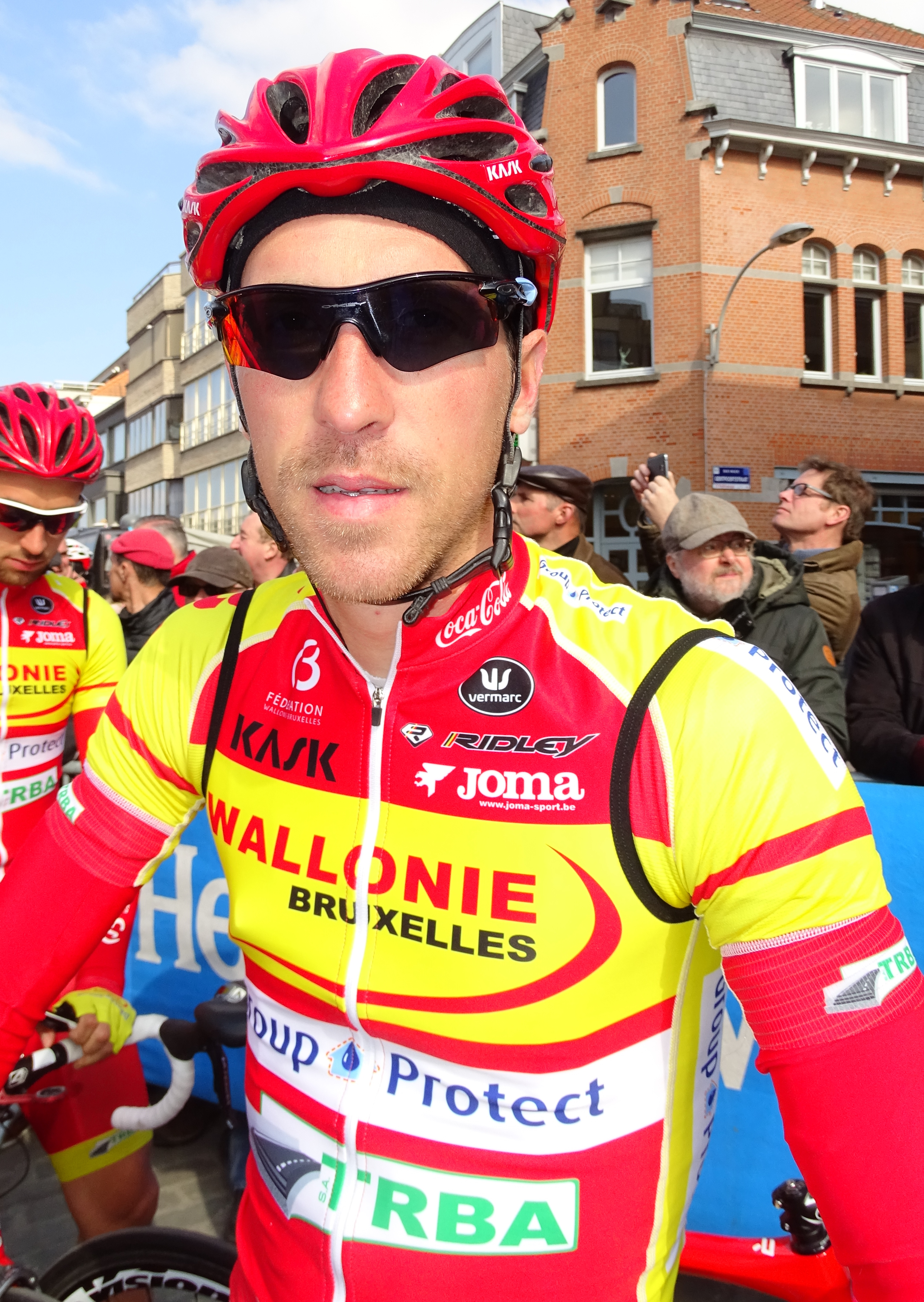
Grégory Habeaux.
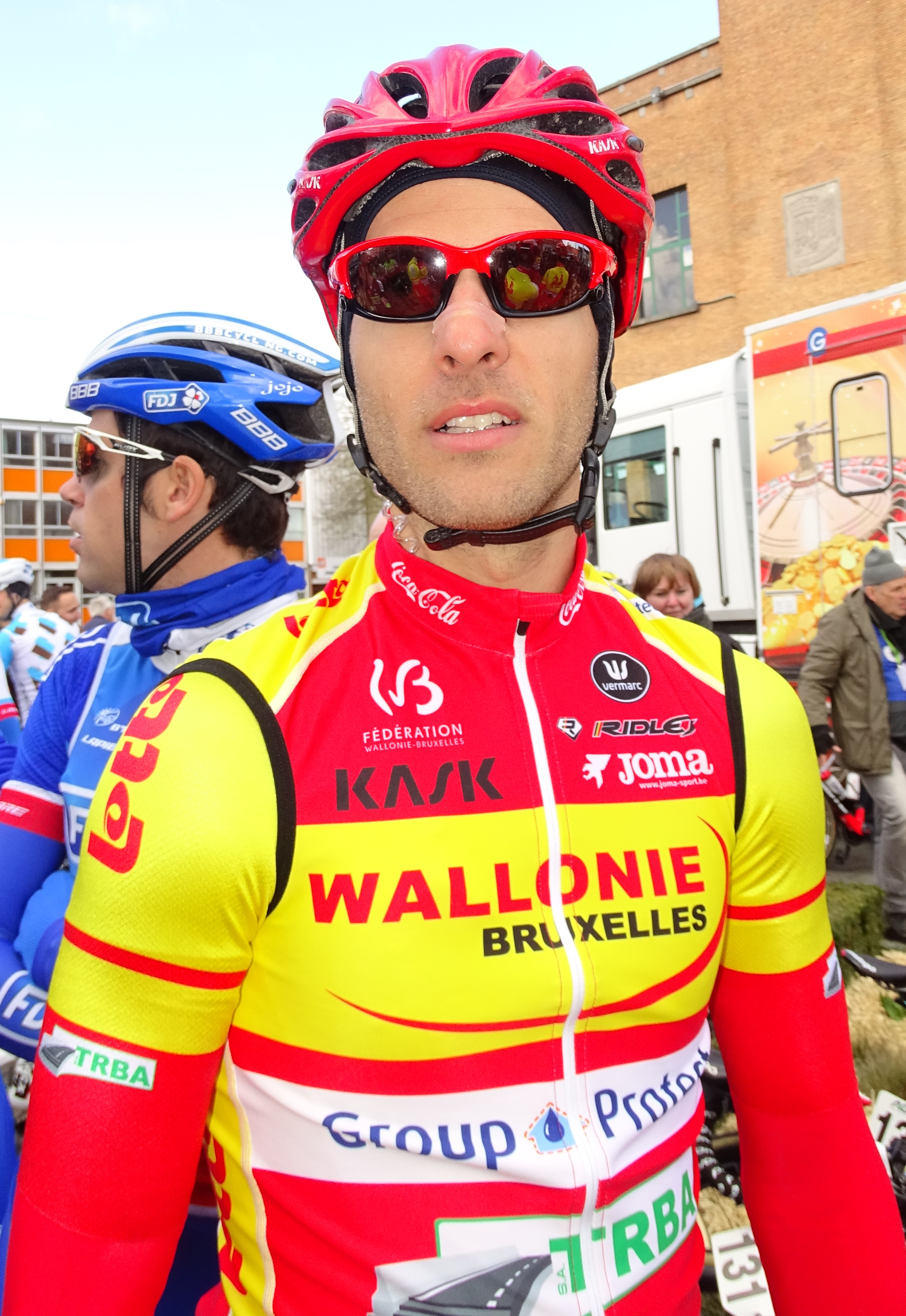
Kevyn Ista.
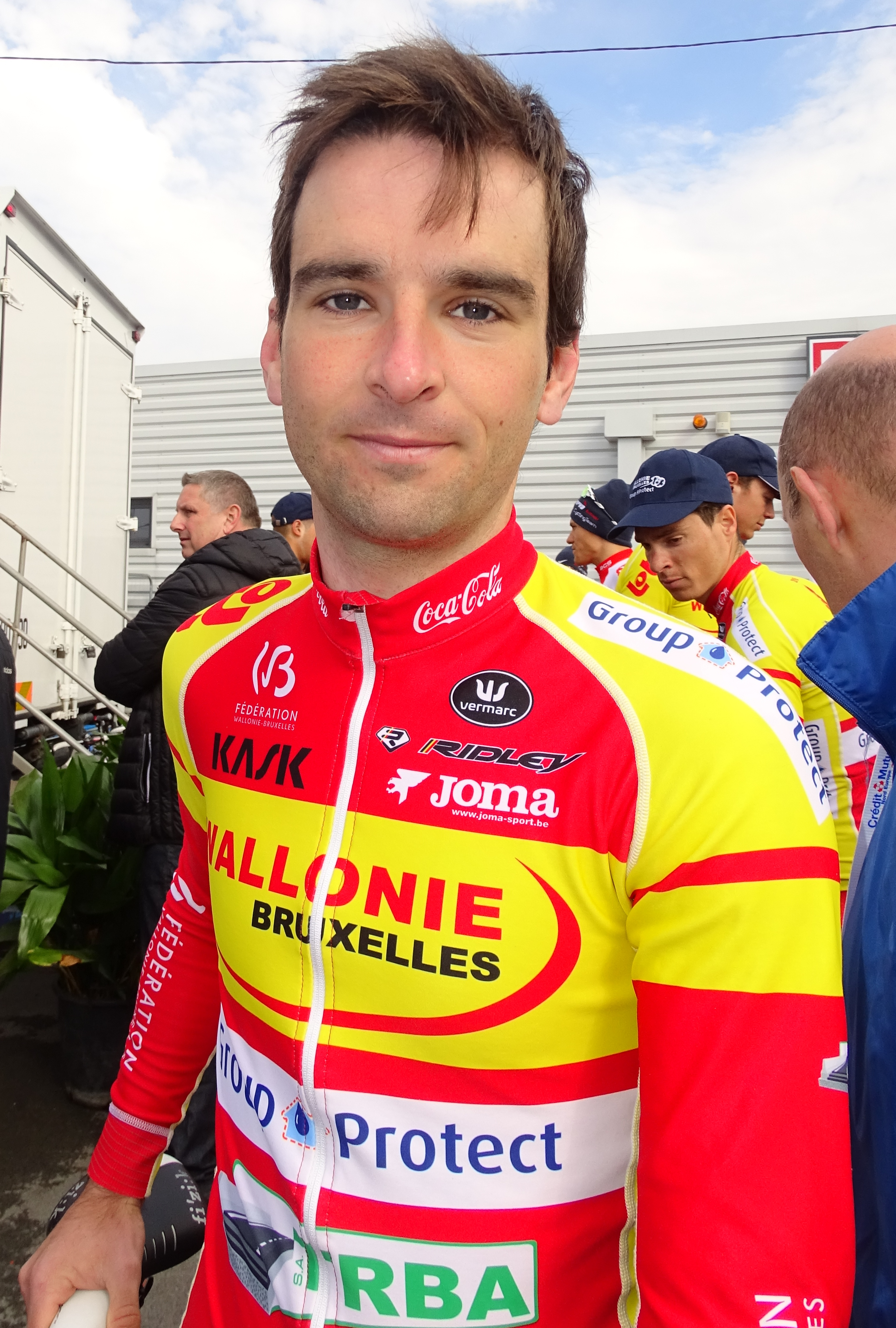
Baptiste Planckaert.
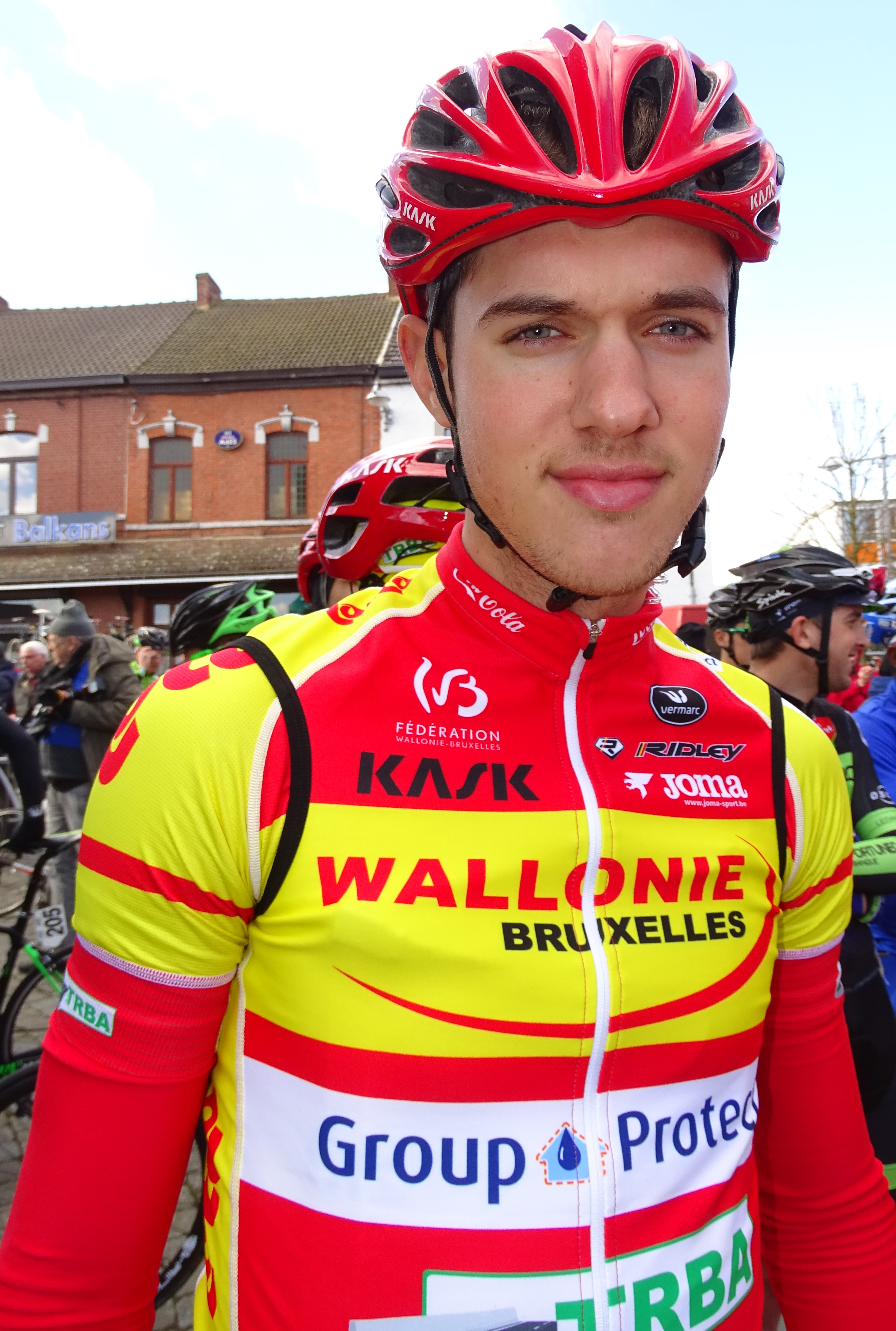
Gaëtan Pons.
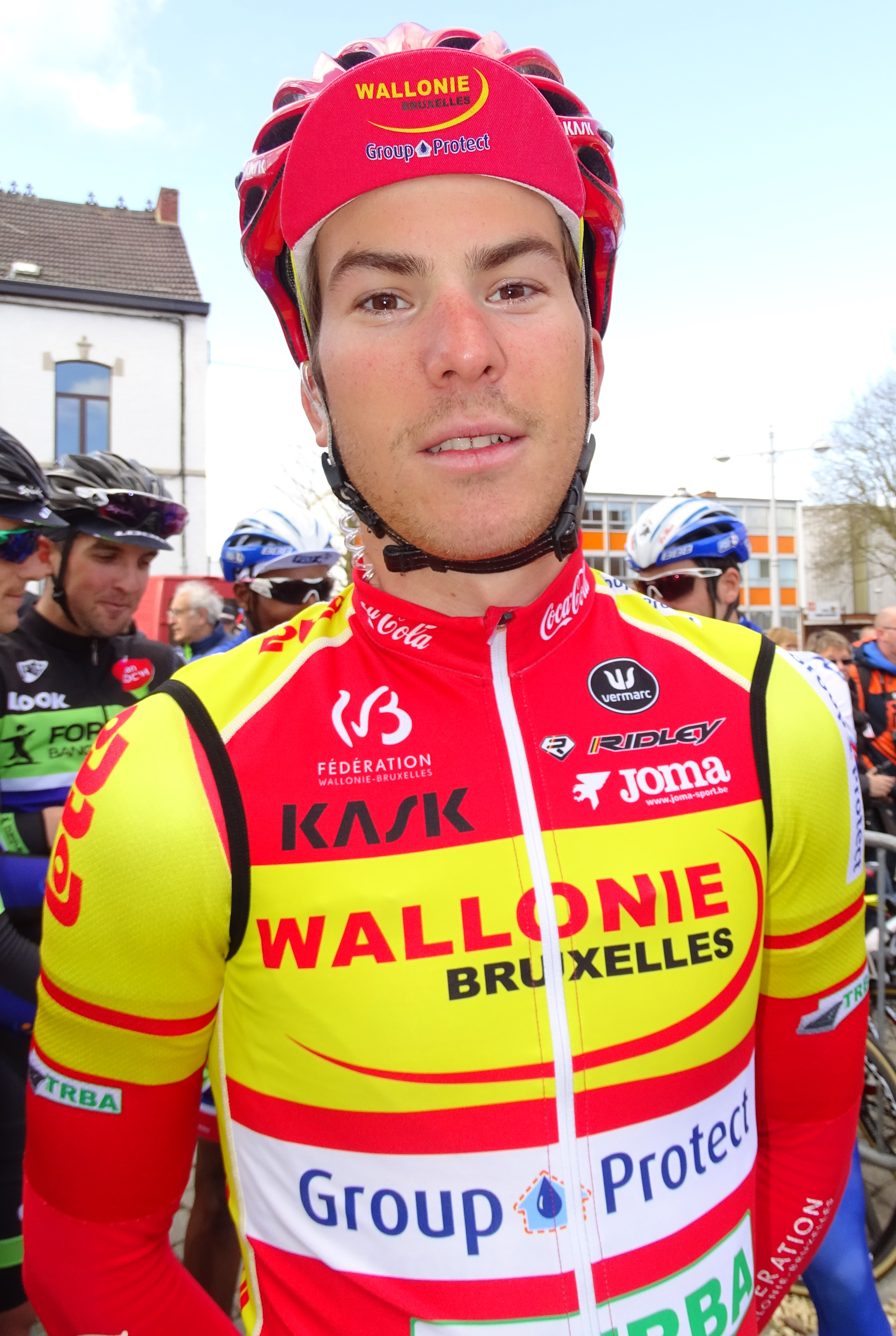
Julien Stassen.

## Bilan de la saison

### Victoires
| Date       | Course                                                   | Pays     | Classe | Vainqueur           |
| ---------- | -------------------------------------------------------- | -------- | ------ | ------------------- |
| 13/03/2016 | Classement général de l'Istrian Spring Trophy            | Croatie  | 2.2    | Olivier Pardini     |
| 23/03/2016 | 2e étape du Tour de Normandie                            | France   | 2.2    | Olivier Pardini     |
| 26/03/2016 | 5e étape du Tour de Normandie                            | France   | 2.2    | Baptiste Planckaert |
| 27/03/2016 | Classement général du Tour de Normandie                  | France   | 2.2    | Baptiste Planckaert |
| 10/04/2016 | 3e étape du Circuit des Ardennes international           | France   | 2.2    | Olivier Pardini     |
| 10/04/2016 | Classement général du Circuit des Ardennes international | France   | 2.2    | Olivier Pardini     |
| 16/04/2016 | Tour du Finistère                                        | France   | 1.1    | Baptiste Planckaert |
| 31/07/2016 | Polynormande                                             | France   | 1.1    | Baptiste Planckaert |
| 14/08/2016 | 4e étape du Czech Cycling Tour                           | Tchéquie | 2.1    | Baptiste Planckaert |